# Sclerocyphon basicollis
Sclerocyphon basicollis là một loài bọ cánh cứng trong họ Psephenidae. Loài này được Lea miêu tả khoa học đầu tiên năm 1895.